# Ratpenat llistat de Surinam
El ratpenat llistat de Surinam (Platyrrhinus aurarius) és una espècie de ratpenat de la família dels fil·lostòmids. Viu a la Guaiana, Surinam i Veneçuela. El seu hàbitat natural són en boscos de terres altes aproximadament a 500-1.500 m. No hi ha cap amenaça significativa per a la supervivència d'aquesta espècie, tot i que està afectada per la desforestació, associada amb l'extracció d'or i diamants. L'hàbitat d'aquesta espècie és menys vulnerable de l'explotació forestal a causa de la seva inaccessibilitat.